# Katerini
Katerini (greacă Κατερίνη) este un oraș în Macedonia Centrală în Grecia, capitala prefecturii Pieria.
În apropiere sunt mai multe sate de aromâni: Karița, Kokinopilos, Livadi, Tirnavos, Fteri, Litohoro, Țarițani, Castania etc.